# مبرمج رئيسي
في تطوير البرمجيات، يكون المبرمج الرئيسي مسؤولاً عن تقديم التوجيه الفني والإرشاد لفريق من مطوري البرمجيات. وتشمل العناوين البديلة رئيس التطوير، والمدير الفني، والمبرمج الرئيسي، أو المطور الرئيسي للتطبيقات. عندما يساهم بشكل أساسي في تصميم برامج لمؤسسة منخفضة المستوى مع التركيز على بنية التطبيق، مثل أنماط التصميم، فإن الدور سيكون مهندس برمجيات (على عكس الدور عالي المستوى الأقل فنية لمهندس الحلول.)

## المسؤوليات
يتحمل المبرمج الرئيسي مسؤوليات قد تختلف من شركة إلى أخرى، ولكن بشكل عام هو المسؤول عن الإشراف على العمل، بالمعنى التقني، لفريق من مطوري البرامج الذين يعملون في مشروع ما، مما يضمن أن العمل يلبي المتطلبات الفنية، مثل قواعد التعليمات البرمجية، التي وضعها مهندس البرمجيات المسؤول عن البنية الأساسية. غالبا ما تكون واجبات المبرمج الرئيسي "عملية"، مما يعني أنه عادة ما يكتب الرموز البرامجية يومياً، ويساعد فريقه على الوفاء بالمواعيد النهائية وتحسين جودة مصدر النص البرمجي. إنهم يعملون كمرشدين  لمطوري البرامج أو المبرمجين الجدد أو ذوي المستوى الأدنى، وكذلك لجميع الأعضاء في فريق التطوير، بالأساس عبر عمليات مثل البرمجة الزوجية وإجراء مراجعات التعليمات البرمجية وتعزيز مبادئ التطوير الجيدة، مثل التطوير القائم على الاختبار، وأخذ زمام المبادرة في تصحيح عيوب التعليمات البرمجية.
على الرغم من أن المسؤوليات هي تقنية في المقام الأول، إلا أن المبرمج الرئيسي يقوم أيضا بشكل عام بدور الوسيط بين المبرمجين والإدارة، ويتولى زمام خطط تطوير فريقه ويضطلعون بمسؤوليات إشرافية في تفويض العمل. ويضمنون وصول أقسام مشاريع البرمجيات في الوقت المحدد وفي إطار الميزانية، ويساعدون تقنياً في توظيف وتقييم أداء الموظفين. ويعمل المبرمجون الرئيسيون أيضا كمستشارين فنيين للإدارة ويقدمون منظورا برمجيا عن الاحتياجات. عادة ما يشرف المبرمج الرئيسي على فريق تطوير يتراوح بين اثنين وعشرة مبرمجين.
عادة ما يقدم المبرمج الرئيسي تقاريره إلى مدير يدير عددا من الفرق. قد يتم توفير التوجيه الفني من قبل مهندس البرمجيات. عندما تتبع الفرق  نهج الشلال  أو  البرمجة القصوى، أو أساليب كانبان، يشار إلى المبرمج الرئيسي باسم مدير الهندسة، أو مدير تطوير البرامج، ويتعاون مباشرة مع نظير، مالك المنتج، الذي يجمع متطلبات العملاء التي يجب أن يفي بها المنتج النهائي. في نهج مرن حقيقي، يتعاون المبرمج الرئيسي مع مناصب منفصلة لمدير اجتماع "سكروم"، الذي يعمل كوسيط يسعى إلى حل وسط بين طلب العمل (مالك المنتج) وقدرة الفريق ومجموعة المهارات، على سبيل المثال، أي مهمة متأخرة من قائمة مهام المنتج سيتم تمريرها إلى سباق آجايل  القادم.